# جوردان كالواي
جوردان كالواي (بالإنجليزية: Jordan Calloway)‏ (المولود في 18 أكتوبر 1990) هو ممثل أمريكي. معروف بدوره لشخصية زاك كارترشوارتز في مسلسل غير رائع الذي يعرض على قناة نكلوديون. ويمثل إلى جانب إيما روبرتس وماليس جو كما ظهر كضيف ممثل في المسلسل غرفة الطوارئ. يرتاد كالواي حالياً مدرسة خاصة، مدرسة مارانثا الثانوية بـباسادينا، كاليفورنيا.

## وصلات خارجية
- جوردان كالواي على موقع IMDb (الإنجليزية)
- جوردان كالواي على موقع قاعدة بيانات الفيلم (الإنجليزية)